# André Simon (acteur)
Pour les articles homonymes, voir Simon et André Simon.
André Simon, né le 9 octobre 1865 à Saint-Gilles (Bruxelles) et mort le 18 juin 1917 dans le 10e arrondissement de Paris, est un chanteur lyrique et un acteur belge de théâtre et de cinéma, actif en France des années 1890 aux années 1910.
Il ne doit pas être confondu avec son homonyme belge le documentariste André Simon actif en Wallonie entre 1922 et 1925 et son homonyme français l'acteur André Simon actif au cinéma entre 1931 et 1949.

## Biographie
Malgré une longue carrière tant au théâtre qu'au cinéma, on sait peu de chose sur André Simon sinon qu'il était fils de commerçants bruxellois et qu'il a débuté sur scène au théâtre royal des Galeries.
Après une tournée en province, il s'installe à Paris où il est engagé au théâtre des Menus-Plaisirs en 1891 avant de passer en 1894 au théâtre des Variétés où son contrat sera régulièrement renouvelé jusqu'à la déclaration de guerre.
Parallèlement à sa carrière d'artiste lyrique et dramatique, il monte à partir de 1909 sur les plateaux de cinéma où il va tourner dans de nombreux courts métrages essentiellement sous la direction de Georges Monca et principalement dans la série des Rigadin au côté de Charles Prince, également acteur au théâtre des Variétés, qui y interprétait le rôle-titre.
André Simon meurt à l'Hôpital Lariboisière à l'âge de 51 ans des suites d'une longue et douloureuse maladie,, deux semaines à peine avant une ultime apparition posthume à l'écran dans Les Millions de Rigadin, son dernier film réalisé par Georges Monca.

## Carrière au théâtre
- 1891 : Que d'eau ! Que d'eau !, revue en 3 actes et 5 tableaux d'Alfred Delilia et Jules Jouy, au théâtre des Menus-Plaisirs (11 décembre)
- 1892 : Article de Paris, opérette en 3 actes, livret de Maxime Boucheron, musique d'Edmond Audran, au théâtre des Menus-Plaisirs (17 mars) : Nicolas
- 1892 : Toto, opérette en 3 actes, livret de Paul Bilhaud et Albert Barré, musique d'Antoine Banès, au théâtre des Menus-Plaisirs (10 juin) : Cabestan
- 1893 : Les Colles des femmes, opérette en 3 actes, livret d'Adolphe Jaime et Henri Kéroul, musique de Louis Ganne, au théâtre des Menus-Plaisirs (29 septembre) ; Billembois
- 1893 : Le Droit du Seigneur, opéra-comique en 3 actes, livret de Paul Burani et Maxime Boucheron, musique d'Eugène Vasseur, au théâtre des Menus-Plaisirs (31 octobre) : le duc
- 1894 : La revue sans-gêne, revue en 3 actes et 9 tableaux de Hector Monréal, Henri Blondeau et Alfred Delilia, au théâtre des Menus-Plaisirs (4 janvier)
- 1894 : Madame Satan, pièce fantastique en 6 tableaux d'Ernest Blum et Raoul Toché, au théâtre des Variétés (12 avril) : le conférencier
- 1894 :Mam'zelle Nitouche, opérette en 3 actes et 4 tableaux, livret d'Henri Meilhac et Albert Millaud, musique de Hervé, au théâtre des Variétés (octobre) : le major de Château-Gibus
- 1894 : La Rieuse, comédie en 3 actes mêlée de couplets d'Ernest Blum et Raoul Toché, au théâtre des Variétés (21 novembre) : Bisoche
- 1895 : La Femme à papa, reprise du vaudeville en 3 actes de Maurice Hennequin et Albert Millaud, musique de scène de Hervé, au théâtre des Variétés (8 janvier) : le prince de Chypre
- 1895 : La Périchole, reprise de l'opéra-bouffe en 3 actes et 4 tableaux, livret d'Henri Meilhac et Ludovic Halévy, musique de Jacques Offenbach , au théâtre des Variétés (17 mai) : Don Andrès, le vice-roi du Pérou
- 1895 : Le Carnet du Diable, féérie-opérette en 3 actes et 8 tableaux d'Ernest Blum et Paul Ferrier, musique de Gaston Serpette, au théâtre des Variétés (23 octobre) : Satan. Reprise au même théâtre le 18 septembre 1897 avec André Simon dans le rôle cette fois du général Ruy del Rio Secco.
- 1896 : L'Œil crevé, opéra bouffe en 3 actes, paroles et musique de Hervé, au théâtre des Variétés (18 avril) : Chevassus
- 1896 : Le Carillon, opérette en 4 actes et 10 tableaux, livret d'Ernest Blum et Paul Ferrier, musique de Gaston Serpette, au théâtre des Variétés (7 novembre) : Bélazor
- 1896 : Le Truc de Séraphin, vaudeville en 3 actes de Maurice Desvallières et Antony Mars, au théâtre des Variétés (22 décembre) : Ribaudet
- 1897 : Le Pompier de service, opérette en 4 actes et 6 tableaux, livret de Paul Gavault et Victor de Cottens, musique de Louis Varney, au théâtre des Variétés (18 février) : Léopold
- 1897 : Paris qui marche, revue en 3 actes et 10 tableaux d'Hector Monréal et Henri Blondeau, chorégraphie de Mariquita, au  théâtre des Variétés (31 octobre) : un brigadier / le général Hoche
- 1899 : La Belle Hélène, opéra-bouffe en 3 actes, de'Henri Meilhac et Ludovic Halévy, musique de Jacques Offenbach, au théâtre des Variétés (novembre) : Achille. Reprise le 15 août 1900 avec André Simon dans le même rôle.
- 1900 : Les Brigands, opéra-bouffe en 3 actes, livret d'Henri Meilhac et Ludovic Halévy, musique de Jacques Offenbach, au théâtre des Variétés (20 juin) : Carmagnola
- 1900 : Le Carnet du Diable, reprise de la féerie-opérette en 3 actes mais cette fois avec 10 tableaux de Paul Ferrier et Ernest Blum, musique de Gaston Serpette, au théâtre des Variétés (15 septembre) : le général Ruy del Rio Secco
- 1901 : Niniche, vaudeville en 3 actes d'Alfred Hennequin et Albert Millaud, au théâtre des Variétés (24 janvier) : Grégoire, le baigneur pour dames
- 1901 : La Petite fonctionnaire, pièce en 3 actes d'Alfred Capus, au théâtre des Nouveautés (25 avril) : le vicomte de Samblin
- 1901 : La Revue des Variétés, revue en 3 actes et 8 tableaux de Paul Gavault et Adrien Vély, au théâtre des Variétés (décembre) : le compère
- 1904 : Le Homard, vaudeville en un acte d'Edmond Gondinet, au théâtre des Variétés (5 février) : Montacabère
- 1904 : La Chauve-Souris, opérette en 3 actes de Johann Strauss, adaptation française du livret par Paul Ferrier, au théâtre des Variétés (22 avril) : Bidard
- 1904 : Barbe-Bleue, opérette en 3 actes et 4 tableaux, d'Henri Meilhac et Ludovic Halévy, musique de Jacques Offenbach, au théâtre des Variétés (octobre) : le chancelier Popolani
- 1904 : La Fille de madame Angot, opéra-comique en 3 actes, livret de Clairville, Paul Siraudin et Victor Koning, musique de Charles Lecocq, au théâtre des Variétés (octobre) : La Rivaudière
- 1904 : La Vie parisienne, reprise de l'opéra bouffe en 4 actes de Jacques Offenbach sur un livret d'Henri Meilhac et Ludovic Halévy, au théâtre des Variétés (7 décembre) : Raoul de Gardefeu
- 1905 : La Petite Bohême, opérette en 3 actes de Paul Ferrier, musique de Henri Hirschmann, au théâtre des Variétés (20 janvier) : Monetti
- 1905 : Le Bonheur, mesdames !, comédie en 3 actes et 4 tableaux d (e Francis de Croisset, au théâtre des Variétés (13 octobre) : Jacques de Férieux
- 1906 : Irrésistible, pièce en 4 actes d'Auguste Germain, au théâtre des Nouveautés (6 mars) : le prince de Tresmes
- 1906 : Miquette et sa mère, comédie en 3 actes de Robert de Flers et Gaston Arman de Caillavet, au Théâtre des Variétés (2 novembre) : Lahirel. Reprise en janvier 1916 avec André Simon dans le même rôle.
- 1907 : La Revue du centenaire, revue à grand spectacle en 3 actes de Paul Gavault, P.-L. Flers et Eugène Héros, au théâtre des Variétés (3 mars) : Tiercelin / le maréchal Moncey
- 1907 : L'Amour en banque, comédie en 3 actes de Louis Artus, au théâtre des Variétés (24 octobre) : le commissaire de Police
- 1907 : Le Faux pas, comédie en 3 actes d'André Picard, au théâtre des Variétés (20 décembre) : Dumoustié
- 1908 : Le Roi de Robert de Flers, Gaston Arman de Caillavet et Emmanuel Arène, au Théâtre des Variétés (24 avril) : le ministre Gabrier[8]
- 1908 : Geneviève de Brabant, opéra-féerie en 3 actes et 5 tableaux, livret d'Hector Crémieux et Étienne Tréfeu, musique de Jacques Offenbach, au Théâtre des Variétés (21 février) : Charles Martel[9]
- 1909 : Un ange, pièce d'Alfred Capus, au Théâtre des Variétés (14 décembre) : Sivoir
- 1910 : Le Mariage de mademoiselle Beulemans, comédie en 3 actes de Fernand Wicheler et Frantz Fonson, au théâtre Réjane (3 novembre) : Ferdinand Beulemans
- 1912 : Orphée aux enfers, opérette-féerie en 3 actes et 12 tableaux, livret d'Hector Crémieux, musique de Jacques Offenbach, au théâtre des Variétés (10 mai) : le dieu Mars[10]
- 1912 : L'Habit vert, comédie en 4 actes de Robert de Flers et Gaston Arman de Caillavet, au  théâtre des Variétés (16 novembre) : le général de Roussy de Charmille
- 1913 : Eh ! Eh !, revue en 2 actes de Rip et Jacques Bousquet, au théâtre Fémina (5 avril) : le compère
- 1914 : Les Merveilleuses, opérette en 3 actes de Robert de Flers et Gaston Arman de Caillavet, musique de Hugo Felix, au théâtre des Variétés (24 janvier) : Ragot.
- 1916 : Les Dessous du cinéma, fantaisie en un acte de et avec Charles Prince, au Dinard-Ciné-Palace de Dinard (12 août), au théâtre des Folies-Bergère du Havre (1er septembre), à Bobino (9 septembre) et au théâtre des Variétés (22 novembre).

## Carrière au cinéma
- 1909 : La Vengeance du coiffeur, court métrage anonyme (200 m)
- 1909 : L'Enlèvement de Mlle Biffin, court métrage anonyme[11]
- 1909 : Le Maître d'école, court métrage (165 m) de Georges Monca
- 1909 : Jim Blackwood, jockey de Georges Monca
- 1909 : Les Fiancés de Miss Peggy, court métrage anonyme
- 1910 : Mannequin par amour / Le Mannequin de Georges Monca : Pingouin
- 1910 : La Grève des forgerons de Georges Monca : le patron
- 1910 : Le Clown et le Pacha neurasthénique / Le Pacha neurasthénique de Georges Monca : le pacha Aboul-Assan
- 1910 : Rigadin amoureux d'une étoile de Georges Monca
- 1910 : Mannequin par amour  de Georges Monca
- 1910 : L'Honneur (ou Pour l'honneur) d'Albert Capellani
- 1910 : La Mariée du château maudit / La Fiancée du château maudit d'Albert Capellani
- 1911 : Un homme habile de Georges Denola : le baron de Goliath
- 1911 : Une petite femme bien douce / Une gentille petite femme, court métrage (220 m) de Georges Denola
- 1911 : La Fête de Marguerite, court métrage (230 m) de Georges Denola : Vodor
- 1911 : Les Deux Collègues / Deux collègues, court métrage (160 m) d'Albert Capellani : Dupont, un des deux collègues
- 1911 : Rigadin est un galant homme de  Georges Monca
- 1911 : Le Truc de Rigadin  de Georges Monca
- 1911 : Rigadin, cousin du ministre de Georges Monca
- 1911 : Le Meilleur Ami de Rigadin de Georges Monca : l'oncle de Raphaël
- 1911 : Rigadin ne sortira pas / Rigadin ne peut pas sortir de Georges Monca
- 1911 : Le Mariage aux épingles de Georges Monca
- 1911 : Le Savetier et le Financier de Georges Monca
- 1911 : Un monsieur qui a un tic, court métrage (165 m) d'Albert Capellani
- 1911 : Rigadin veut mourir de Georges Monca
- 1912 : Le Petit chose, court métrage anonyme : M. Pierrotte
- 1912 : Rigadin rosière  de Georges Monca
- 1912 : Rigadin est un fameux escrimeur de Georges Monca
- 1912 : Les Surprises du divorce, court métrage (710 m) de Georges Monca
- 1913 : Le Contrôleur des wagons-lits, court métrage (740 m) de et avec Charles Prince
- 1913 : Monsieur le directeur, court métrage (720 m) de Georges Monca : Bouquet
- 1913 : Trois Femmes pour un mari de et avec Charles Prince
- 1913 : Le Bon Juge de et avec Charles Prince
- 1913 : Le Fils à papa, court métrage (680 m) de Georges Monca
- 1913 : Rigadin, dégustateur en vins de Georges Monca
- 1913 : L'Honneur, court métrage (900 m) d'Henri Pouctal
- 1913 : Ferdinand le noceur de et avec Charles Prince
- 1913 : Le Coup de fouet, court métrage (600 m) de Georges Monca
- 1913 : Rigadin fait un riche mariage de Georges Monca
- 1913 : Le Roi Koko de Georges Monca
- 1914 : Sans famille, long métrage (2.180 m) de Georges Monca : le père Acquin
- 1914 : La Petite chapelière de Georges Monca : le docteur
- 1914 : Bébé de et avec Charles Prince : le baron
- 1914 : La Famille Boléro de Georges Monca et Charles Prince : Boléro
- 1914 : Le Voyage de Corbillon, court métrage (890 m) de Georges Monca
- 1914 : La Femme à papa  de Georges Monca et Charles Prince
- 1914 : Rigadin Cendrillon  de Georges Monca
- 1914 : Rigadin victime de l'amour de Georges Monca
- 1914 : La Culotte de Rigadin de Georges Monca
- 1914 : Les Trente Millions de Gladiator, court métrage (900 m) de Georges Monca : Gladiator
- 1914 : Rigadin mauvais ouvrier  de Georges Monca
- 1914 : Sherlock Holmes roulé par Rigadin de Georges Monca
- 1914 : Madame Rigadin, modiste de Georges Monca : le banquier
- 1915 : Le Bon Oncle de Georges Monca [12].
- 1915 : La Guerre du feu de Georges Denola
- 1915 : Rigadin coiffeur pour dames de Georges Monca
- 1915 : Mon oncle n'épousera pas ma sœur de Georges Monca
- 1915 : Le Roman de Rigadin / À moi les femmes de Georges Monca
- 1915 : Je me retire chez mon gendre de Georges Monca
- 1916 : Mariez-vous donc, court métrage anonyme (275 m)
- 1916 : La Folie de Rigadin de Georges Monca
- 1916 : Rigadin, méfie-toi  des femmes de Georges Monca
- 1916 : La Mariée récalcitrante de Georges Monca et Charles Prince : le commandant Bosquillard
- 1916 : La Perle de Rigadin de Georges Monca
- 1916 : Rigadin professeur de gymnastique de Georges Monca
- 1917 : Comment Rigadin se tire d'affaire de Georges Monca
- 1917 : Rigadin marié malgré lui de Georges Monca : Sorbier
- 1917 : Le Périscope de Rigadin de Georges Monca : l'auteur dramatique
- 1917 : Forfait-dur de Georges Monca
- 1917 : Les Millions de Rigadin de Georges Monca : Ruylé